# Hotanees
Het Hotanees, in oude teksten Hvatanai genoemd, was een Oost-Iraanse taal gesproken in het vroegere Koninkrijk Hotan in het huidige Sinkiang.
Samen met de verwante taal van Tumxuk wordt ze in de literatuur vaak aangeduid als "Sakisch". De overeenkomsten met andere talen uit Centraal-Azië werd toegeschreven aan een Sakische invasie omstreks de 2e eeuw v.Chr., welke een oorspronkelijke Tochaarse taal verdrongen zou hebben. Voor deze hypothetische invasie is echter geen historisch bewijs.
Het Tumxuks was meer archaïsch dan het Hotanees, en is uit slechts 15 manuscripten bekend. Beide dialecten delen kenmerken met het moderne Pasjtoe en Wachi. Veel Prakrit-termen kwamen via het Hotanees in de Tochaarse talen.
Hotanees is bekend van teksten uit de vierde tot de elfde eeuw, bewaard gebleven onder de manuscripten van Dunhuang. De documenten op hout en papier werden geschreven in een aangepast Brahmischrift.
De vroegste teksten zijn meest religieuze documenten. Er waren meerdere boeddhistische kloosters in Hotan en boeddhistische vertalingen komen vaak voor in alle perioden van de documenten. Tevens zijn er vele verslagen voor het koninklijk hof (Hasda aurāsa genaamd), evenals privé-documenten.